# Sigeberht wessexi király
Sigeberht (angolszászul: SIGEBRYHT WESTSEAXNA CYNING) (? – 757) Wessex királya 756–757 között.
Rokonát, Cuthredet követte a trónon. Romlott és kegyetlen királyként uralkodott, röviddel trónra lépése után nemesei fel is lázadtak ellene. A witan, azaz a nemesi gyűlés hivatalosan is megfosztotta trónjától, Cynewulfot választotta utódjául. Miután az egyik leghatalmasabb főnemest, Cumbrant meggyilkolta, üldözői elől egy hampshire-i erdőbe menekült, ahol azonban utolérték és megölték. (Harminc év multán Cynewulfon Cyneheard, Sigeberht fivére állt véres bosszút.)